# Strzyżowiec (Basse-Silésie)
Pour les articles homonymes, voir Strzyżowiec.
Strzyżowiec est une localité polonaise de la gmina de Wleń, située dans le powiat de Lwówek Śląski en voïvodie de Basse-Silésie.